# Migotanie gwiazd
Migotanie gwiazd (lub scyntylacje, mruganie gwiazd) – zmiany pozornej jasności, pozycji lub koloru jasnych, odległych obiektów obserwowanych poprzez atmosferę. Jeśli postrzegany jasny obiekt znajduje się na Ziemi, to efekt ten nazywany jest scyntylacją ziemską. W astronomii termin ten oznacza tylko zmiany obserwowanej wielkości gwiazdowej.
Obecnie wiadomo, że w przeważającej mierze za mruganie obiektów na niebie odpowiada refrakcja (załamywania) światła w stosunkowo małych warstwach lub komórkach powietrza, których temperatura (i dlatego również gęstość) różni się od temperatury warstw otaczających.
Gwiazdy mrugają bardziej niż planety ze względu na swoją znacznie mniejszą wielkość kątową. Mruganie jest większe, gdy obiekt znajduje się nisko nad horyzontem niż w zenicie.
W astronomii obserwacyjnej migotanie obiektów astronomicznych jest przeszkodą pokonywaną z pomocą optyki adaptatywnej lub teleskopów kosmicznych.